# Tricypha mathani
Tricypha mathani är en fjärilsart som beskrevs av Rothschild 1909. Tricypha mathani ingår i släktet Tricypha och familjen björnspinnare. Inga underarter finns listade i Catalogue of Life.